# Локально однозв'язний простір
У математиці, зокрема у топології, топологічний простір називається локально однозв'язним якщо для нього існує база топології елементами якої є однозв'язні множини.
Іншими словами простір {\displaystyle X} є локально однозв'язним якщо для кожної точки {\displaystyle x\in X} і її околу {\displaystyle V} існує відкрита однозв'язна (у індукованій топології) множина {\displaystyle U} для якої {\displaystyle x\in U\subset X.}

## Приклади
- Коло є прикладом локально однозв'язного простору, що не є однозв'язним.
- Гавайська сережка є прикладом простору, що не є локально однозв'язним і навіть напівлокально однозв'язним.

Гавайська сережка не є локально однозв'язним простором

- Конус над гавайською сережкою є стягуваним простором, а отже однозв'язним і тому напівлокально однозв'язним. Але він не є локально однозв'язним. Цей приклад показує, що умова локальної однозв'язності є строго сильнішою, ніж умова напівлокальної однозв'язності.
- Топологічні многовиди і CW комплекси є локально стягуваними просторами, а отже і локально однозв'язними.

## Властивості
- Кожен локально однозв'язний простір є також локально лінійно зв'язним і локально зв'язним.